# Coleophora algeriensis
Coleophora algeriensis é uma espécie de mariposa do gênero Coleophora pertencente à família Coleophoridae.